# Notopleura longiflora
Notopleura longiflora är en måreväxtart som beskrevs av Charlotte M. Taylor. Notopleura longiflora ingår i släktet Notopleura och familjen måreväxter. Inga underarter finns listade i Catalogue of Life.